# Magnus Jernemyr
Magnus Jernemyr (Uppsala, 18 luglio 1976) è un ex pallamanista svedese.

## Palmarès
- Giochi olimpici

Londra 2012: argento.